# Nikolai Schumaghalijew
Nikolai Jespoluly Schumaghalijew (kasachisch Николай Есполұлы Жұмағалиев; russisch Николай Есполович Джумагалиев Nikolai Jespolowitsch Dschumagalijew; * 15. November 1952 in Usun-Agatsch, Kasachische SSR) ist ein kasachischer Serienmörder und Kannibale kirgisischer Herkunft, der als Kolja der Menschenfresser und Metallgiftzahn (letzteres bezieht sich auf seine Zahnprothese aus Weißgold) bekannt wurde. Ihm wird zugeschrieben, mindestens 100 Menschen ermordet zu haben. Als Grund gab er Frauenhass an. Seine Taten verübte er in verschiedenen Teilen der Sowjetunion.

## Taten
Nikolai Schumaghalijew machte 1980 erstmals auf sich aufmerksam. Er ermordete eine Frau in seinem Elternhaus in Alma-Ata in Kasachstan, enthauptete sie, hackte ihr die Gliedmaßen ab und trank ihr Blut. Bekannte entdeckten ihn und meldeten die Tat der dortigen Miliz. 1980 wurde er in eine psychiatrische Einrichtung eingewiesen. Da bei ihm Schizophrenie diagnostiziert wurde, konnte die Todesstrafe nicht bei ihm angewendet werden.
1989 floh er und tauchte in Moskau unter. 1991 wurde er in Usbekistan erneut gefasst und in eine geschlossene Einrichtung eingewiesen. Nach drei Jahren wurde er in die Obhut seiner Familie entlassen, weil seine Schwester den Arzt bestechen konnte. Schumaghalijew, der in seiner Heimatstadt gefürchtet und verachtet wurde, floh schließlich aus der Stadt und hauste in den Bergen. Als der Betrug des Arztes entdeckt wurde, wurde die Suche nach ihm wieder aufgenommen. 1995 wurde er von Soldaten inhaftiert, als er versuchte, über den Zaun eines Regierungsgebäudes zu klettern. Es konnten bisher acht Morde bewiesen werden. Zu seinem Verbleib gibt es unterschiedliche Aussagen, nach einigen wurde er hingerichtet, nach anderen lebt er in einer Anstalt.
Nikolai Schumaghalijew tötete seine Opfer oft auf sehr brutale Weise. Er sagte selbst aus, dass er oft eine Tasche mit Messern und Beilen mit sich herumtrug. Er vergewaltigte seine Opfer, tötete sie, verstümmelte sie und verzehrte Teile der Leichen. Er verarbeitete Leichenteile oft in Maultaschen, welche er seinen ahnungslosen Gästen servierte.

## Künstlerische Rezeption

### Musik
- Epicedium: Consumed (auf dem Konzeptalbum Anthropogenic, 2012)